# ميلوس بوبوفيتش
ميلوس بوبوفيتش هو لاعب كرة قدم صربي في مركز الوسط، ولد في 23 يناير 1983 في بريشتينا في كوسوفو. لعب مع بي أيه إس كيه بيوغراد ورادنيتشكي نيش ونادي تشوكاريتشكي.

## وصلات خارجية
- ميلوس بوبوفيتش على موقع اتحاد أوكرانيا (الإنجليزية)
- ميلوس بوبوفيتش على موقع قاعدة بيانات كرة القدم.إي يو (الإنجليزية)
- ميلوس بوبوفيتش على موقع Soccerway.com (الإنجليزية)